# Izgubljeni (TV serija)
Izgubljeni (engl. Lost) američka je TV serija koja prati živote preživelih putnika avionske nesreće na misterioznom tropskom ostrvu u južnom Pacifiku. Svaka epizoda sadrži glavnu priču, koja se zbiva na ostrvu, praćenu drugom pričom vezanom za život pojedinih likova.
Serija se uglavnom snima u Oahu na Havajima. Zbog mnogo glumaca i visoke cene snimanja na Havajima, Izgubljeni su jedna od najskupljih TV serija ikada prikazanih. Izgubljeni su postigli veliki uspeh u Americi i svetu. Ubrzo nakon prikazivanja serija je dobila kultni status i važi za jednu od najuticajnijih serija u američkoj kulturi, pre svega zbog toga što je nakon nje usledilo mnogo knjiga, stripova, igara i drugih serija sa sličnom pričom.
Trenutno je jedna od najgledanijih serija u svetu. Već tri sezone zaredom je najgledanija američka serija u Velikoj Britaniji. U Americi je do sada prikazano pet sezona, dok je poslednja, šesta sezona počela da se emituje 2. februara 2010. godine. Producenti serije su hteli da seriju ranije privedu kraju, ali zbog velike gledanosti i popularnosti čelni ljudi su odlučili da serija ima šest sezona. Poslednje dve epizode, prikazane su 23. maja 2010. godine.

## Produkcija
Stvaranje jedne epizode traje oko 24 dana, uključujući pripreme, samo snimanje i montažu. Serija se većim delom snima na Havajima. Nakon što se snimanje scena za jednu epizodu završi, snimljeni materijal se šalje u Los Anđeles, gde se vrši montaža i sve ostale završne finese.
Izgubljeni se premijerno emituju u Sjedinjenim Američkim Državama, na televiziji ABC. Prve dve pilot (uvodne) epizode bile su najskuplje u istoriji televizije, koštale su oko 14 miliona dolara.

## Likovi u seriji
Od 324 osobe koje su se nalazile na letu 815, preživelo je njih 71, kao i jedan pas, koji su bili podeljeni u tri grupe (s obzirom da se avion u vazduhu raspao i delovi su se srušili širom ostrva).
Sa čak 14 glavnih likova Izgubljeni su trenutno na drugom mestu u Americi (odmah iza Očajnih domaćica). Svaki od likova ima mračnu prošlost koju vidimo u njihovim flešbekovima. U svakoj epizodi se vide flešbekovi drugog lika. Iako ima mnogo centralnih likova, nekoliko njih se posebno ističe.
Prva sezona serije ima 14 glavnih likova, među kojima su:
- Said Džarah (Navin Endruz; engl. Naveen Andrews), bivši irački vojnik
- Kler Litlton (Emili de Ravin; engl. Emilie de Ravin), trudna Australijanka
- dr Džek Šepard (Metju Foks; engl. Matthew Fox), hirurg i vođa preživelih
- Hugo „Harli“ Rejes (Horhe Garsija; engl. Jorge Garcia), nesrećni dobitnik na lotou
- Džejms „Sojer“ Ford (DŽoš Holovej; engl. Josh Holloway), prevarant koji traži čoveka koji je kriv za tragediju njegovih roditelja
- San Hva Kvon (Junđin Kim; engl. Yunjin Kim), ćerka moćnog korejskog biznismena i mafijaša
- Džin Su Kvon (Danijel Dej Kim; engl. Daniel Dae Kim), ribar, muž od San
- Kejt Ostin (Evandželin Lili; engl. Evangeline Lilly), koju juri policija
- Čarli Pejs (Dominik Monahan; engl. Dominic Monaghan), bivša rok-zvezda i narkoman
- Majkl Doson (Harold Perino; engl. Harold Perrineau), građevinski radnik
- Volt Lojd (Malkom Dejvid Keli; engl. Malcolm David Kelley), Majklov sin
- Džon Lok (Teri O'Kvin; engl. Terry O'Quinn), koji je nakon pada aviona misteriozno prohodao
- Šenon Raderford (Megi Grejs; engl. Maggie Grace), bivša učiteljica plesa, i
- Bun Karlajl (Ijan Samerholder; engl. Ian Somerhalder), polubrat Šenon koji radi za njenu maćehu

Tokom prve dve sezone su neki glumci otišli iz serije a neki su se pojavljivali samo u ponekim epizodama. Dodati su i neki novi likovi koji su bili u zadnjem delu aviona, kao što su nigerijski katolički sveštenik, i bivši kriminalac, Mister Eko (Adevale Akinue-Agbadže; engl. Adewale Akinnuoye-Agbaje), bivši radnik obezbeđenja na aerodromu i policajka Ana Lusija Kortez (Mišel Rodrigez; engl. Michelle Rodriguez), kao i Libi (Sintija Votros; engl. Cynthia Watros), klinički psiholog.
U trećoj sezoni ekipi su se pridružili Džulijet Berk (Elizabet Mičel; engl. Elizabeth Mitchell), član „Drugih“ koja takođe pokušava da pobegne sa ostrva, dok su Dezmond Hjum (Henri Ijan Kjusik; engl. Henry Ian Cusick), čovek koji je tri godine živeo u „otvoru“ gde je svakih 108 minuta pritiskao dugme kako bi spasao svet, i Ben Lajnus (Majkl Emerson; engl. Michael Emerson), vođa „Drugih“, dobili status glavnih likova.
U četvrtoj sezoni glavnoj ekipi se pridružuju fizičar Danijel Faradej (Džeremi Dejvis; engl. Jeremy Davies), arheolog Šarlot Luis (Rebeka Mejder; engl. Rebecca Mader) i medijum Majls Strom (Ken Lung; engl. Ken Leung). Takođe u seriju se ponovo vraća i Majkl koga u trećoj sezoni nije bilo.
Za razliku od prethodnih, peta sezona jedina nije donela pojavu novih centralnih karaktera. Potvrđeno je da će u šestoj i poslednjoj sezoni Ričard Alpert (Nestor Karbonel; engl. Nestor Carbonell) kao i misteriozna Ilana (Zulajka Robinson; engl. Zuleikha Robinson) dobiti statuse glavnih likova. Brojni likovi iz prethodnih sezona gostovaće u seriji.

## Serijal

### Sezona 1
Prva sezona sadrži 25. epizoda. Putnici koji su preživeli pad aviona na naizgled napušteno tropsko ostrvo primorani su da sarađuju kako bi preživeli. Njihov opstanak ugrožavaju polarni medvedi , divlje svinje kao i nepoznato čudovište koje čupa stabla iz zemlje. Boravkom na ostrvu preživeli primećuju da ostrvo nije pusto i da se na njemu nalazi Francuskinja Danijel Ruso (koju glumi Mira Furlan). Ona je na ostrvo dospela brodolomom i ovde boravi već 16 godina. Od nje preživeli saznaju za misteriozne „Druge“ koji kako izgleda vladaju ostrvom i koji su joj oteli ćerku Aleks. Ostrvo je obavijeno velom misterije, tajnovito ali izuzetno opasno. Na njemu se nalazi nekoliko stotina godina star brod Crna Stena koji je služio za prevoz robova. Trudnicu Kler kidnapuje jedan od „Drugih“, ali je ostali ubrzo spašavaju i ona rađa dečaka Arona. Nekoliko preživelih pokušavaju da sagrade splav i tako odu sa ostrva ali nailaze na „Druge“ koji otimaju dečaka Volta. Na ostvu se nalazi i misteriozni otvor koji Džek, Lok, Kejt i Hugo na kraju prve sezone uspevaju da otvore.

### Sezona 2
Druga sezona ima 24 epizode. Veći deo priče, koja se nastavlja 45 dana posle pada aviona, fokusira se na sve veći sukob između preživelih i „Drugih“. Upoznajemo se sa novim likovima, ljudima iz repa aviona koji su se srušili na suprotnu stranu ostrva. Pojavljuje se i Aleks, ćerka Francuskinje Danijel, koju su „Drugi“ oteli još kada je bila beba. Dok se neke misterije iz prve sezone otkrivaju, nove se pojavljuju. Otkriva se šta je bilo sa Kler kada je bila kidnapovana, da je Kejt u prošlosti ubila svog oca, da se u otvoru nalazi čovek koji se zove Dezmond. Saznaje se da su se na ostrvu radili eksperimenti vođeni pod upravom DARMA Inicijative. U otvoru se nalazi i stari računar u koji se na svakih 108 minuta moraju ukucavati misteriozni brojevi 4, 8, 15, 16, 23 i 42 da se ne bi ugasio veliki elektromagnet. Lok saznaje zašto se avion srušio na ostrvu. Kada odluči da ne otkuca brojeve, dolazi do potresa na ostrvu, izazvanog curenjem energije. Druga sezona se završava kad taj potres uoče dvoje Norvežana u svojoj stanici za praćenje signala i to javljaju Dezmondovoj bivšoj devojci Peni koja ga traži.

### Sezona 3
Treća sezona ima 23 epizode. Priča se nastavlja 67 dana nakon pada aviona. Džek, Kejt i Sojer su u zarobljeništvu „Drugih“ i planiraju beg dok Džek operiše njihovog vođu Bena. Tokom operacije Džek pravi rez u bubrežnoj vrećici i preti da će ga ubiti ukoliko ne puste Kejt i Sojera da pobegnu. Džek saznaje da „Drugi“ imaju kontakt sa spoljnim svetom. Takođe saznaje da na ostrvu postoji i ogledna stanica u kojoj su vršeni eksperimenti nad životinjama. Preživeli uspevaju da kontaktiraju spasilački tim.

### Sezona 4
Četvrta sezona serije Izgubljeni u Americi počela je sa emitovanjem 31. januara 2008. Zbog štrajka američkih scenarista, umesto planiranih 16 epizoda, sezona je skraćena na 14 epizoda. Naredne sezone će imati po 17 epizoda.
Slogan sezone je Povratak ( LOST: The Return). Četvrta sezona prati život glavnih likova pre pada aviona, vraćajući se u njihovu prošlost, ali i život nakon spasavanja i odlaska sa ostrva, prateći njihovu budućnost.
U četvrtoj sezoni otkrila se većina tajni koje su vezane za ostrvo, a preživeli putnici su nastavili put ka spasavanju nakon što su stupili u kontakt sa tovarnim brodom. Glumac Harold Perino koji tumači lik Majkla Dosona, koji je napustio seriju na kraju druge sezone, vratio se u četvrtoj sezoni. Na tovarnom brodu se nalaze većinom vojnici čiji je cilj da uhvate i odvedu Bena Lajnusa. Njih je poslao Čarls Vidmor, otac Dezmondove devojke, bivši član Drugih koji je proteran sa ostrva. Na ostrvo dolaze novi likovi: Danijel Faradej, fizičar, Šarlot Luis, arheolog, Frenk Lapidus, čovek koji je trebalo da vozi avion Oušeanik 815 i Majls Strom, čovek koji ima sposobnost da priča sa mrtvima. Takođe se pojavljuje i vojnik Martin Kimi koji ubija Benovu ćerku Aleks. Ben ubija Martina i to aktivira eksploziv na tovarnom brodu. Na kraju sezone Ben je okrenuo točak ispod stanice Orhideja i ostrvo nestaje u vremenu i prostoru.

### Sezona 5
Peta sezona sadrži 17 epizoda. Slogan pete sezone je Sudbina zove ( LOST: Destiny Calls). Priča prati preživele na ostrvu koji putuju kroz vreme završavajući u 1977. godini gde se pridružuju DARMA Inicijativi, kao i deo preživelih koji su napustili ostrvo i sada pokušavaju da se vrate. Peta sezona razrešava neke misterije, među kojima su Lokova smrt, sudbina posade broda Crna stena kao i neke aktivnosti DARMA Inicijative ali istovremeno unosi dosta novih.

### Sezona 6
Šesta sezona biće poslednja u serijalu i premijerno će biti prikazana 2. februara 2010. godine u Sjedinjenim Američkim Državama i Kanadi. Zajedno sa dvočasovnom premijerom biće emitovano ukupno 18 epizoda. Režiseri su najavili da će ona biti nešto drugačija od prethodnih sezona, te da će u potpunosti imati linearnu priču, kao i da će većina misterija biti razotkriveno. Najavljeno je i da će takođe dvočasovno finale serijala biti šokantno i neočekivano ali i da je po rečima producenata to bio jedini način da serijal dobije zasluženi kraj. Deo priče biće vezan za likove u 1977. godini nakon detoniranja hidrogenske bombe (Džek, Kejt, Harli, Said, Sojer, Majls i Džin) dok će drugi deo pratiti preživele u sadašnjosti koji se nalaze na ostrvu (San, Ben, Lok, Frenk, kao i Ričard i Ilana koji su se pridružili glavnoj ekipi). Kler Litlton će se nakon pauze vratiti u seriju kao jedan od glavnih junaka, dok će se skoro svi glumci iz prethodnih sezona pojavljivati u određenim epizodama (Dezmond, Peni, Džulijet, Čarli, Danijel, Šarlot, Bun i drugi). Takođe nekoliko novih glumaca biće predstavljeno u novoj sezoni.

## Brojevi 4 8 15 16 23 42
Ovi brojevi se pojavljuju tokom cele serije. Sve što se događa ima nekakve veze s ovim brojevima. Čak je i Danijel završila na ostrvu zbog njih. Hugo je pomoću brojeva osvojio veliku svotu novca na lutriji i od tog trenutka donosi nesreću svima oko sebe. Danijel i njena posada čuli su pre 16 godina brojeve na svom radiju i prateći njihov signal nasukali se na ostrvo. Danijel je onda poruku promenila u svoju poruku u kojoj doziva pomoć na francuskom. Tu poruku preživeli čuju u prvim epizodama sa radio stanicom iz aviona. I na otvoru koje preživeli pronalaze nalaze se brojevi. Njihov zbir daje broj 108. Upravo toliko minuta mora da prođe da bi se ukucali ponovo ovi brojevi u računar. Njihov proizvod je 7418880. Taj broj se pojavljuje na računaru u istraživačkoj stanici koja je otkrila magnetnu anomaliju na ostrvu.

## Mitologija
Epizode serije Izgubljeni sadrže niz misterioznih elemenata povezane sa naučnom fantastikom i natprirodnim fenomenima. Kreatori serije odnose se prema tim elementima slažući ih u mitologiju serije što je mnoge obožavaoce navelo na razna nagađanja. Zasnovano je mnogo teorija koje su stvaraoci serije pobili, kao na primer da su svi likovi zapravo mrtvi i da se nalaze u čistilištu.

## Tematski motivi
Postoji nekoliko motiva koji ne utiču direktno na samu priču, ali proširuju fabulu serije na književnom i filozofskom nivou. Ovo se odnosi na pojavu bele i crne boje u najavnoj špici koja prikazuje dvojnost likova i situacija, očiju likova koje se pojavljuju otvorene na početku nekih epizoda prve sezone, brojeva koji se ukucavaju da ne bi došlo do katastrofe na ostrvu, razlika između vere i nauke i dr.

## Mediji
Popularnost ove serije omogućila je glumcima koji glume u njoj pojavljivanje u raznim reklamama. Izdate su mnoge knjige vezane za seriju, a na internetu su se pojavili mnogi sajtovi o seriji. Takođe su se u prodaji tokom 2006. pojavile razne računarske igrice sa tematikom serije, a od skora i igrice za mobilne telefone.

## DVD izdanja
- Kompletna prva sezona serije na DVD-u u Americi (Region 1) je izašla u prodaju, kao box set na 7 diskova, 6. septembra 2005, dve nedelje pre početka emitovanja druge sezone. Pored svih epizoda prve sezone DVD box set sadrži i bonus dodatke kao što su audio komentari producenata i glumaca za neke epizode, izbrisane scene iz originalnih epizoda, lapsusi sa snimanja, intervjui sa glumcima, priče sa snimanja epizoda...
U Srbiji DVD -{box set} je izašao u septembru 2006. na 5 diskova, na kojima su samo epizode, bez bonus dodataka.
Lost: The Complete Second Season The Extended Experience Kompletna druga sezona serije u Sjedinjenim Američkim Državama se našla u prodaji 5. septembra 2006. na sedam diskova. Skoro svaka epizoda ima bonus dodatke uključujući scene sa snimanja, izbrisane scene iz originalnih epizoda, lapsuse sa snimanja, priče o mitovima i teorijama, a posebnu pažnju zauzima i deo nazvan Lost Connections, koji pokazuje kako su likovi iz serije povezan jedni sa drugima.
Lost: The Complete Third Season The Extended Experience - Treća sezona serije prvo je izašla u prodaju u Brazilu 26. septembra, a u Americi se našla u prodaji od 11. decembra 2007. Bonus dodaci sadrže priče sa snimanja nekih epizoda, intervju sa producentima, video-igricu, lapsuse sa snimanja, audio komentare za tri epizode, izbrisane scene i dr.
Lost: The Complete Fourth Season The Extended Experience - Četvrta sezona našla se u prodaji 9. decembra 2008. a kao i prethodne sadrži pregršt bonus sadržaja.

## Spoljašnje veze
- Izgubljeni, ABC produkcija (zvanični vebsajt)
- Izgubljeni, TV Архивирано на веб-сајту  (5. јул 2008)
- Okeanski let 815
- Prvi vebsajt Hanso fondacije
- Drugi vebsajt Hanso fondacije
- Treći vebsajt Hanso fondacije
- Četvrti vebsajt Hanso fondacije
- O Izgubljenima Архивирано на веб-сајту  (3. фебруар 2008)
- Lostopedija (Izgubljenopedija)
- Vikija: Izgubljeni
- Izgubljeni, fan veb-sajt